# العلاقات الوسط إفريقية الرومانية
العلاقات الوسط أفريقية الرومانية هي العلاقات الثنائية التي تجمع بين جمهورية أفريقيا الوسطى ورومانيا.

## مقارنة بين البلدين
هذه مقارنة عامة ومرجعية للدولتين:
| وجه المقارنة                                              | جمهورية أفريقيا الوسطى      | رومانيا                                                                               |
| --------------------------------------------------------- | --------------------------- | ------------------------------------------------------------------------------------- |
| المساحة (كم2)                                             | 622.98 ألف                  | 238.40 ألف                                                                            |
| عدد السكان (نسمة)                                         | 4.66 مليون                  | 19.59 مليون                                                                           |
| الكثافة السكانية (ن./كم²)                                 | 7.48                        | 82.17                                                                                 |
| العاصمة                                                   | بانغي                       | بوخارست                                                                               |
| اللغة الرسمية                                             | لغة فرنسية، اللغة السانغوية | اللغة الرومانية                                                                       |
| العملة                                                    | فرنك وسط أفريقي             | ليو روماني                                                                            |
| الناتج المحلي الإجمالي (بليون دولار)                      | 1.95 مليار                  | 211.80 مليار                                                                          |
| الناتج المحلي الإجمالي (تعادل القوة الشرائية) بليون دولار | 3.03 مليار                  | 465.56 مليار                                                                          |
| الناتج المحلي الإجمالي الاسمي للفرد دولار أمريكي          | 323                         | 9.47 ألف                                                                              |
| الناتج المحلي الإجمالي للفرد دولار أمريكي                 | 594                         | 23.63 ألف                                                                             |
| مؤشر التنمية البشرية                                      | 0.350                       | 0.793                                                                                 |
| رمز المكالمات الدولي                                      | +236                        | +40                                                                                   |
| رمز الإنترنت                                              | .cf                         | .ro                                                                                   |
| المنطقة الزمنية                                           | ت ع م+01:00                 | ت ع م+02:00، ت ع م+03:00، أوروبا/بوخارست ‏، توقيت شرق أوروبا، توقيت شرق أوروبا الصيفي ‏ |

## منظمات دولية مشتركة
يشترك البلدان في عضوية مجموعة من المنظمات الدولية، منها:
| علم المنظمة | اسم المنظمة                               | تاريخ انضمام جمهورية أفريقيا الوسطى | تاريخ انضمام رومانيا |
| ----------- | ----------------------------------------- | ----------------------------------- | -------------------- |
|             | مؤسسة التنمية الدولية                     | 27 أغسطس 1963                       | 12 أبريل 2014        |
|             | يونسكو                                    | 11 نوفمبر 1960                      | 27 يوليو 1956        |
|             | مؤسسة التمويل الدولية                     | 1 أبريل 1991                        | 23 سبتمبر 1990       |
|             | منظمة حظر الأسلحة الكيميائية              | ?                                   | ?                    |
|             | الأمم المتحدة                             | 20 سبتمبر 1960                      | 14 ديسمبر 1955       |
|             | الاتحاد الدولي للاتصالات                  | 2 ديسمبر 1960                       | 9 فبراير 1866        |
|             | منظمة الشرطة الجنائية الدولية             | ?                                   | ?                    |
|             | البنك الدولي للإنشاء والتعمير             | 10 يوليو 1963                       | 15 ديسمبر 1972       |
|             | الاتحاد البريدي العالمي                   | ?                                   | ?                    |
|             | المركز الدولي لتسوية المنازعات الاستشارية | 14 أكتوبر 1966                      | 12 أكتوبر 1975       |
|             | وكالة ضمان الاستثمار متعدد الأطراف        | 8 سبتمبر 2000                       | 10 سبتمبر 1992       |
|             | منظمة التجارة العالمية                    | ?                                   | 1995                 |
|             | الفريق المعني برصد الأرض                  | ?                                   | ?                    |

## وصلات خارجية
- موقع وزارة الخارجية الرومانية